# Trainer
Een trainer is iemand die zich op professionele basis bezighoudt met de prestaties van een persoon (een trainee) of dier. In de luchtvaart kan er ook een lesvliegtuig mee worden bedoeld.
In tegenstelling tot een coach ligt de nadruk bij een trainer vooral op de fysieke prestatie en veel minder op geestelijke en emotionele ondersteuning gerelateerd aan de prestatie.

## Sport
Meestal betreft het sportieve prestaties. De trainer helpt zijn trainee (of zijn groep trainees in geval van teamsport) bij het bereiken en behouden van een optimale conditie. Daartoe ontwerpt de trainer een specifiek trainingsprogramma, dat kan bestaan uit oefeningen, een dieet, een verandering in het gedrag van zijn trainee of een combinatie daarvan. De trainer moet zich dus verdiepen in zijn trainee, om te kunnen bepalen welke methode voor zijn trainee het meeste effect heeft.
De stiel van trainer is in veel sporten sterk geprofessionaliseerd. In Vlaanderen leidt de Vlaamse Trainersschool trainers op, in verschillende sporten en klassen.

## Dieren

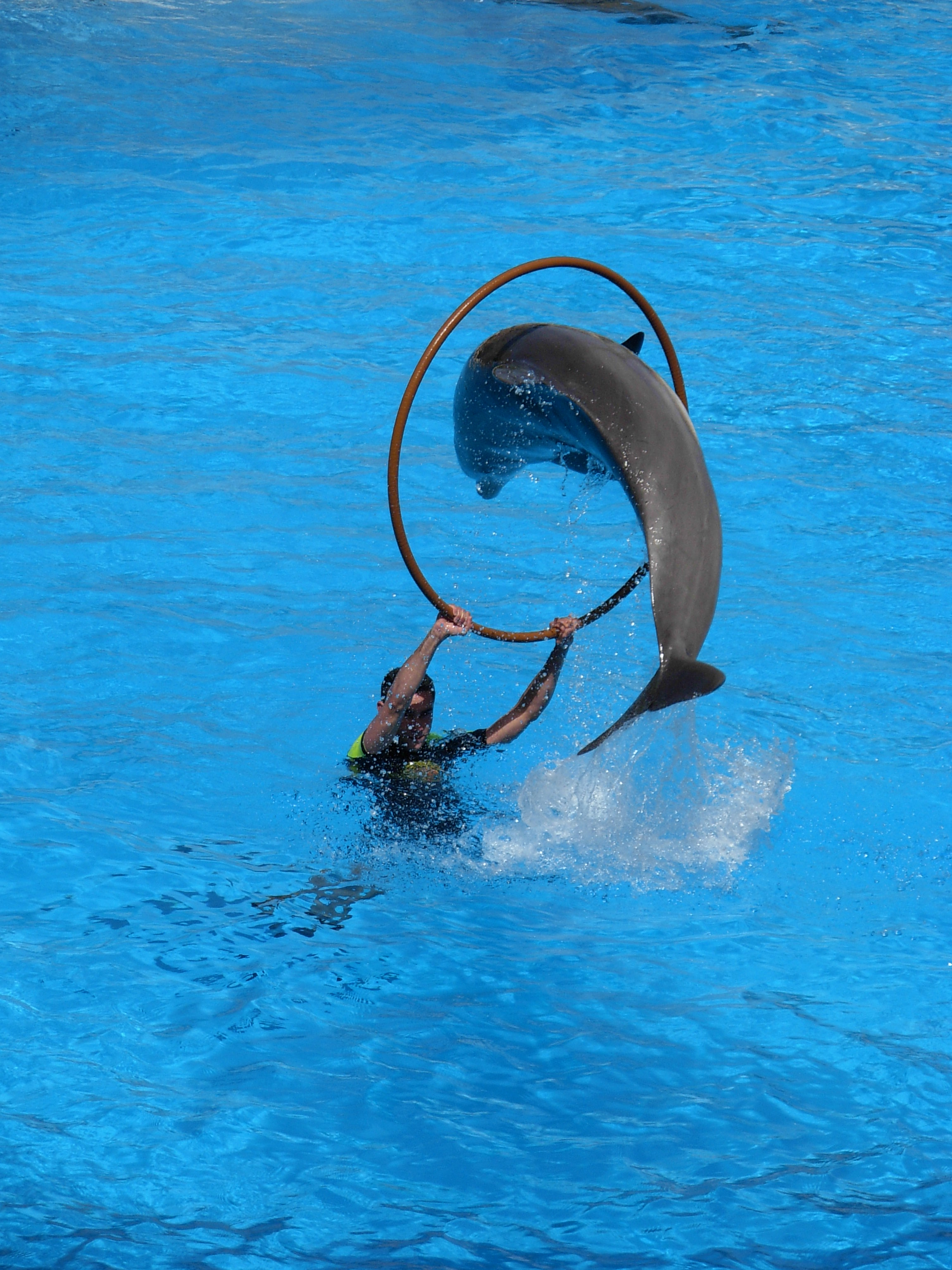
Dolfijnentrainer

Trainers komen niet alleen in de sport voor. Zo bestaan er ook dierentrainers, die dieren eraan gewennen om op een bepaalde manier te reageren op specifieke stimuli. De meeste dieren die optreden in films hebben te maken gehad met een dierentrainer. Ook sommige bezitters van huisdieren roepen de hulp van een dierentrainer in.

## Bedrijfsleven
Ook in het bedrijfsleven worden trainers gevonden. Zij houden zich bezig met onderricht aan medewerkers. Het gaat dan om bedrijfsopleidingen of cursussen die, voor het bedrijf belangrijke, specifieke onderwerpen behandelen. Denk bijvoorbeeld aan een cursus rondom de introductie van nieuwe technologie. Of aan communicatietrainingen over bijvoorbeeld agressiehantering, klantgericht handelen of leidinggevend communiceren.

## Luchtvaart
Sommige vliegtuigen worden gebouwd als trainer oftewel lesvliegtuig. Deze zijn bedoeld om piloten op te leiden. Deze trainers worden met name in de militaire vliegerij toegepast. De toestellen zijn vaak wat lichter dan de echte toestellen, en ze zijn zodanig ontworpen dat ze ruigere vliegomstandigheden kunnen doorstaan. Veel van dit soort toestellen zijn inmiddels vervangen door vluchtsimulators.